# Asturská Wikipedie
Asturská Wikipedie (astursky Wikipedia, dříve Uiquipedia) je verze internetové encyklopedie Wikipedie v asturštině. Byla založena v červenci 2004. V lednu 2022 obsahovala přes 128 000 článků a pracovalo pro ni 10 správců. Registrováno bylo přes 98 000 uživatelů, z nichž bylo asi 120 aktivních. V počtu článků byla 63. největší Wikipedie.